# Luke's Fireworks Fizzle
Luke's Fireworks Fizzle er en amerikansk stumfilm fra 1916.

## Medvirkende
- Harold Lloyd som Luke
- Bebe Daniels
- Snub Pollard
- Charles Stevenson
- Billy Fay